# Casa de Borbó (Espanya)
La Casa de Borbó, o de Borbó-Anjou, es la casa reial que regna actualment a Espanya. La branca espanyola de la Casa de Borbó, d'origen francès, s'inicia amb l'arribada al tron d'Espanya de Felip, duc d'Anjou; per això, també pot ser anomenada Casa de Borbó-Anjou, encara que normalment és denominada simplement com a Casa de Borbó.
La Casa de Borbó ha regnat a Espanya des del 1700 fins a l'actualitat, excepte durant l'ocupació napoleònica (1808-1813),
 el Sexenni Revolucionari (1868-1874), la Segona República (1931-1939) i la dictadura del general Franco (1939-1975).

## Els Borbons a Espanya

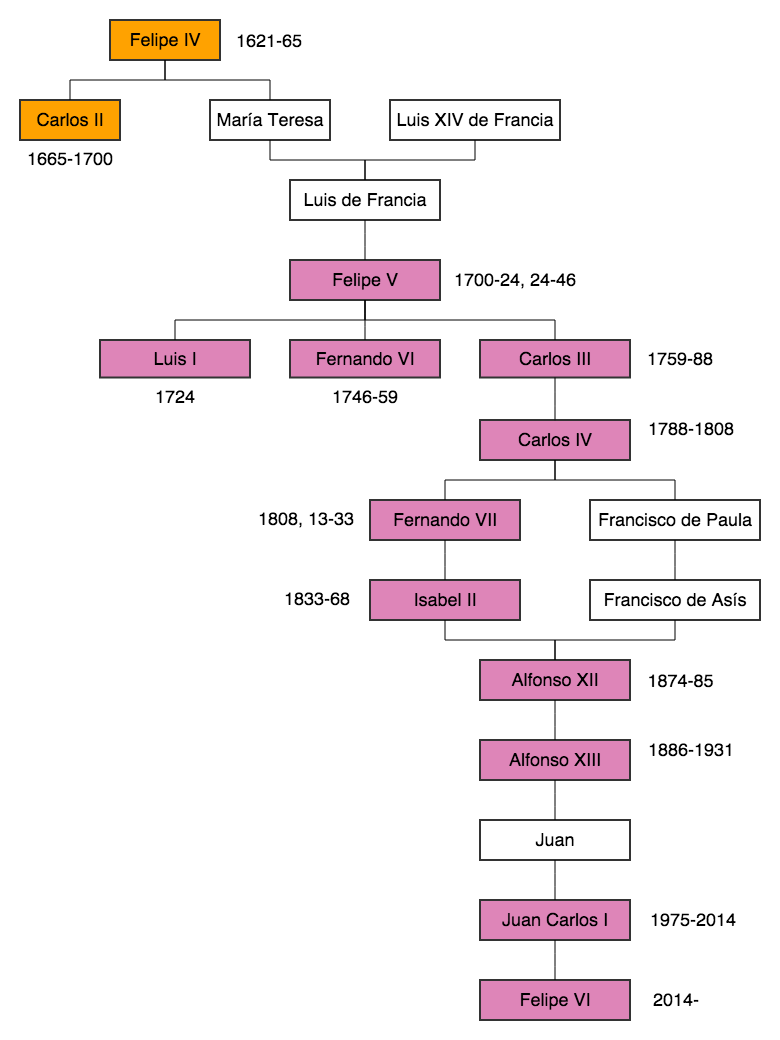
Arbre genealògic dels reis d'Espanya de la casa de Borbó (en rosa). Inclou els últims Habsburgs (en taronja) i la seva relació de parentesc amb els Borbons a través de Lluís XIV de França.

La branca Bourbon-Anjou, castellanitzada simplement com a Borbón (en català Borbó), prové de Felip de França, duc d'Anjou, net de Lluís XIV de França, proclamat el 1700 rei d'Espanya amb el nom de Felip V. Aquesta proclamació va donar peu a la Guerra de Successió Espanyola contra el pretendent de la Casa d'Àustria, l'arxiduc Carles d'Àustria.
L'existència del mateix llinatge governant a França i Espanya no va impedir que els països tinguessin polítiques autònomes, encara que facilitaria les aliances polítiques i militars entre els reis francesos i espanyols, com els acords dels Pactes de Família o l'entrada a Espanya dels Cent Mil Fills de Sant Lluís.
La Casa de Borbó espanyola es va escindir en el segle xix en dues branques rivals: la carlista, provinent del pretendent Carles Maria Isidre de Borbó, enfrontada a la línia regnant, provinent d'Isabel II d'Espanya i el seu marit, el rei consort, Francesc d'Assís de Borbó. Aquest conflicte es va concretar en diverses guerres civils, les anomenades Guerres Carlistes. Després de l'extinció de la línia carlista principal, la major part dels carlistes actuals va reconèixer com a hereva a la família Borbó-Parma, representada actualment per Carles Xavier de Borbó i Parma.